# Ilex buxoides
Ilex buxoides är en järneksväxtart som beskrevs av Shiu Ying Hu. Ilex buxoides ingår i släktet järnekar, och familjen järneksväxter. Inga underarter finns listade i Catalogue of Life.